# Anita Reniers
Anita Reniers es una deportista neerlandesa que compitió en taekwondo. Ganó una medalla de bronce en el Campeonato Europeo de Taekwondo de 1986 en la categoría de –65 kg.

## Palmarés internacional
| Campeonato Europeo | Campeonato Europeo | Campeonato Europeo | Campeonato Europeo |
| Año                | Lugar              | Medalla            | Categoría          |
| ------------------ | ------------------ | ------------------ | ------------------ |
| 1986               | Seefeld (Austria)  | Medalla de bronce  | –65 kg             |